# 크리스천 앤티도미
크리스천 앤티도미(Christian Antidormi, 1992년 5월 20일 ~ )는 오스트레일리아의 배우이다.